# Stocznie rzeczne we Wrocławiu
Wraz z rozwojem wykorzystania rzeki Odra na potrzeby żeglugi i przebudową Wrocławskiego Węzła Wodnego, pojawiła się potrzeba budowy jednostek pływających. Stało się to przyczyną rozwoju przemysłu stoczniowego i tym samym budowy oraz funkcjonowania stoczni rzecznych we Wrocławiu.

## Historyczne stocznie
Stocznie nad Odrą we Wrocławiu budowane były począwszy od XIX wieku. Jedną z pierwszych, dużych stoczni była Caesar Wollheim istniejąca w miejscu dzisiejszego Portu Kozanów. Kolejne stocznie, istniejące po części do dziś, to wybudowana w latach 1928–1930 Wasserbaugehoft Wilhelmsruh. Ostatnią stocznią uruchomioną we Wrocławiu była Remontowa Stocznia Rzeczna, która powstała w 1945 roku.

## Wrocławski przemysł stoczniowy w okresie powojennym
Po zakończeniu drugiej wojny światowej i przejęciu administracji przez władze polskie, rozpoczęto również odbudowę zakładów stoczniowych. W początkowym okresie stocznie zajmowały się remontami statków i innych jednostek pływających przejętych przez administrację polską lub jednostek zatopionych podczas działań wojennych, a następnie podniesionych z dna rzeki i kanałów. Z czasem działalność stoczni została ukierunkowana na budowę nowych jednostek pływających, w tym między innymi pchaczy i barek, a także na remonty i naprawy jednostek niezbędne w okresie ich eksploatacji. Wrocławskie stocznie budowały jednostki pływające nie tylko na rynek krajowy ale również na eksport, w tym do krajów zachodnich. W okresie PRL działały we Wrocławiu dwie stocznie państwowe: Wrocławska Stocznia Rzeczna i Remontowa Stocznia Rzeczna. Obecnie znaczna część terenów i obiektów dawnych stoczni została zaadaptowana pod inną działalność. Tylko niewielka część dawnej infrastruktury służy działalności związanej z przemysłem stoczniowym; działalność taka prowadzona jest przez spółkę z o.o. ODRATRANS-STOCZNIA i Stocznia Wrocławska.  Działalność związaną z bieżącymi naprawami prowadziły również przedsiębiorstwa żeglugowe we własnym zakresie, między innymi na terenach Zimowiska Osobowice.

## Stocznie rzeczne we Wrocławiu – zestawienie
| nazwa                       | adres                  | położenie             | data powstania | data zamknięcia | obecnie                                  |
| --------------------------- | ---------------------- | --------------------- | -------------- | --------------- | ---------------------------------------- |
| Malbo Sp.z.o.o.             | ul. K. Michalczyka 16a | Odra Śródmieście      | 1991           |                 | Prowadzi działalność stoczniową          |
| Stocznia Wrocławska         | ul. K. Michalczyka 15  | Odra Śródmieście      | 2015           |                 | Prowadzi działalność stoczniową          |
| Wrocławska Stocznia Rzeczna | ul. Kwidzyńska 2       | Kanał Żeglugowy       | 1930           | 1996            | częściowo: ODRATRANS-STOCZNIA Sp. z o.o. |
| Remontowa Stocznia Rzeczna  | ul. Długa 27           | Odra Śródmiejska      | 1945           | 2002            | Stocznia Wrocławska.                     |
| Caesar Wollheim             | ul. Połbina 1          | Dolna Odra Wrocławska | 1899           | 1945            | Port Kozanów                             |
| stocznia                    | ul. Rychtalska         | Kanał Miejski         | b.d.           | b.d.            | nie istnieje                             |

## Przedsiębiorstwa związane z przemysłem stoczniowym
Oprócz samych stoczni na terenie Wrocławia prowadzona była działalność związana z projektowaniem jednostek pływających. Największym przedsiębiorstwem w tym zakresie było Navicentrum. W historii jego funkcjonowania, szczególnie w okresie PRL, następowały przekształcenia w zakresie nazwy, organizacji, zasięgu działania i organu nadzorującego. Firma działała i współpracowała między innymi z Technikum Żeglugi Śródlądowej we Wrocławiu, Wrocławską Stocznią Rzeczną, Płocką Stocznią Rzeczną, posiadała filie w Warszawie i Gdańsku. Po okresie PRL przedsiębiorstwo zostało przekształcone w Przedsiębiorstwo Projektowo-Usługowe "Navicentrum" spółka z o.o..